# Waverton (Cheshire)
Waverton is een civil parish in het bestuurlijke gebied Cheshire West and Chester, in het Engelse graafschap Cheshire met 1587 inwoners.